# 大氣壓光游離法

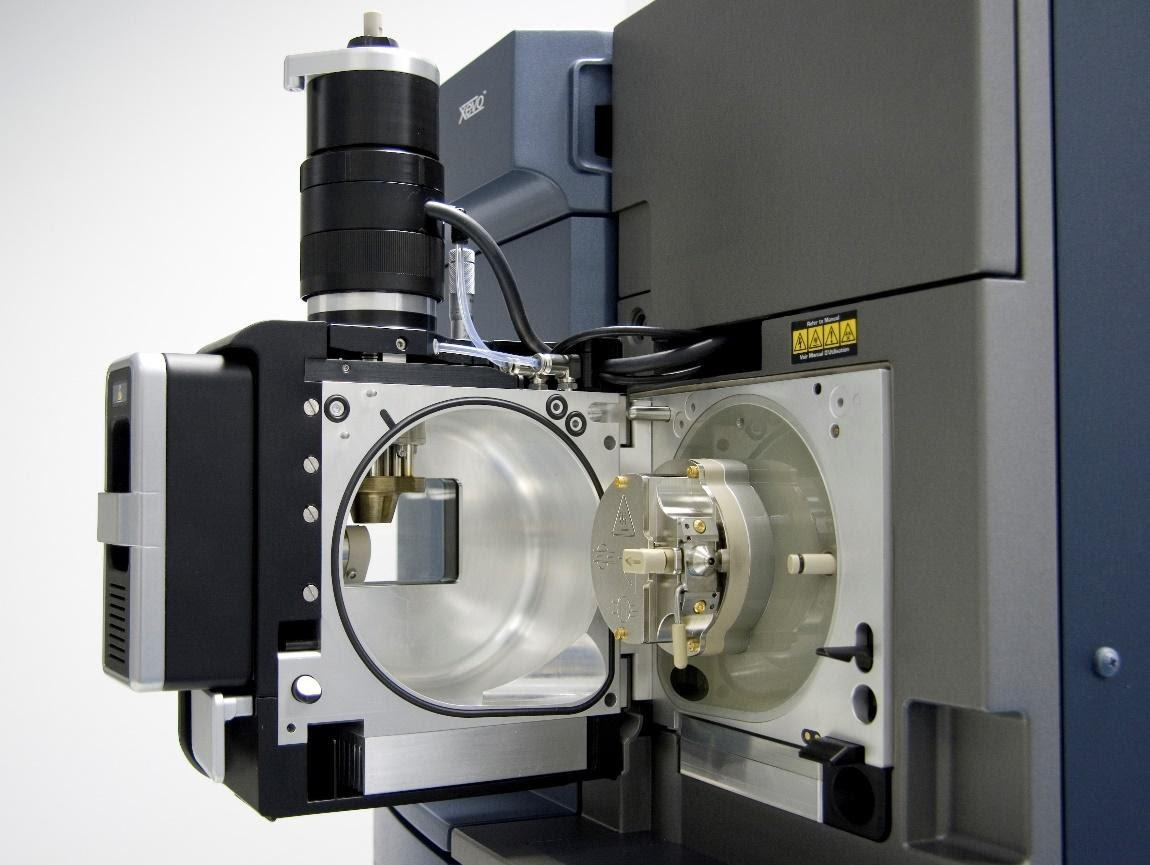

大氣壓光游離法(APPI)是一種用於質譜分析的低碎裂(軟性)游離法，常與液相層析法(LC)一起連接使用。藉由在大氣壓下運作的真空紫外 (VUV) 光將分子游離，並通過直接吸收將電子發射或通過摻雜分子的游離導致目標分子化學游離。樣品通常是通過霧化和加熱蒸發的溶劑噴霧。大氣壓光游離法的優點為它可以在廣泛的極性範圍內游離分子，特別適用於不太適合低極性分子的電灑游離法(ESI)和大氣壓化學游離法(APCI)，與電灑游離法(ESI)和大氣壓化學游離法相比，大氣壓光游離法(APPI)也不太容易受到離子抑制和基質效應的影響，並且通常具有較寬的線性動態範圍。大氣壓光游離法(APPI)與 LC/MS 的應用通常用於分析缺乏極性官能基的石油化合物、殺蟲劑、類固醇和藥物代謝物，並廣泛用於環境游離，特別是用於安全應用中的爆炸物檢測。

## 儀器構造
上圖顯示了大氣壓光游離的儀器組成，第一個為霧化探針可加熱至 350-500 °C ，第二個為帶有 VUV 光子源的游離區，第三個為將離子引入質量分析器的中壓離子轉移區。來自 HPLC 的溶液中的分析物以流速 μL/min 到 mL/min 範圍內的流入霧化器，液體流通過霧化和加熱蒸發，汽化的樣品進入 VUV 源的輻射區，然後樣品離子通過逐漸減小的壓力梯度和電場的組合進入 MS 接口區域，通常是毛細管。

大氣壓光游離法已在商業上開發為雙游離源，常與大氣壓化學游離一起使用，但也會與電灑游離一起使用。

## 游離機制
在真空條件下，光游離機制被簡化成光子被分析物分子吸收，導致電子射出，形成分子自由基陽離子 M•+，此過程類似於 GC/MS 中常見的電子游離，只是游離過程較軟(碎片較少)。在 LC/MS 系統的大氣區域，游離機制變得更加複雜，離子不可預測的宿命通常不利於 LC/MS 分析，但與大多數過程一樣，一旦更好地理離子的宿命，就可以利用這些特性來提高性能，例如，摻雜劑在大氣壓光游離法中的作用，最初是為離子遷移譜 (IMS) 的大氣離子源開發並獲得專利， 適用於 LC/MS 的 APPI。 基本的大氣壓光游離法機制可以概括為以下方案：

直接陽離子APPI
| M + hν → M•+ + e−           | 分析物分子 M 被游離為分子自由基離子 M•+ 自由基陽離子可以從豐富的溶劑中提取一個 H 原子以形成 [M+H]+ |
| M•+ + S → [M + H]+ + S[-H]• | 溶劑提取氫                                                                                         |

摻雜劑或溶劑輔助的陽離子 APPI
| D + hν → D•+ + e−            | 可光離子化的摻雜劑或溶劑 D 以高濃度輸送以產生許多 D•+ 離子。可光游離的溶劑分子也可以達到同樣的效果。 |
| D•+ + M → → [M+H]+ + D[-H]•· | D•+ 通過質子轉移游離分析物 M                                                                         |
| D•+ + M → → M•+ + D          | D•+ 通過電子轉移游離分析物 M                                                                         |

光游離的基本過程是分子吸收高能光子隨後發射電子。在直接 APPI 中，這個過程發生在分析物上，形成分子自由基陽離子 M•+。分析物自由基陽離子可以被檢測為 M•+，或者它可以與周圍的分子反應並被檢測為另一種離子。最常見的反應是從豐富的溶劑中提取氫原子以形成穩定的 [M+H]+ 陽離子，通常是觀察到的離子。
在摻雜劑-APPI（或光電離誘導的 APCI）中，將一定量的可光電離分子（例如甲苯或丙酮）引入樣品流中以產生電荷載流子源。使用可光離子化的溶劑也可以獲得相同的效果。然後摻雜劑或溶劑離子可以通過質子轉移或電荷交換反應與中性分析物分子反應。上表簡化了摻雜工藝。事實上，在分析物被離子化之前，摻雜劑和溶劑之間可能存在廣泛的離子分子化學反應。 APPI 還可以通過摻雜劑或溶劑電離產生大量熱電子或通過光子撞擊電離源中的金屬表面來產生負離子。可導致 M- 或離解負離子 [M-X]- 的級聯反應通常涉及 O2 作為電子電荷載體。 負電離機制的例子包括：
直接或摻雜劑輔助陰離子 APPI
| M + O2•−→ [M − H]− + HO2•                                                                               | 超氧化 O2•− 去質子化                     |
| M + e– → M–                                                                                             | 電子捕獲                                 |
| M + O2•−→ M− + O2 M + O2•−→ (M − X)− + X• + O2 M + O2•−→ (M − X + O)− + OX• Where X = H, Cl, Br, or NO2 | 電子轉移 解離電子轉移 解離電子捕獲和取代 |
| M + X– → [M + X]– Where X = Br, Cl, or OAc                                                              | 陰離子附著                               |

## 歷史
光游離在質譜實驗中的使用歷史悠久，但主要是用於研究目的，而不是敏感分析的應用。脈衝雷射器被用於 (MPI), 使用可調波長的共振增強多光子離子化 (REMPI),以及在非線性介質（通常是氣室）中使用和頻生成的單光子游離, 光游離的非激光源包括放電燈和同步輻射。 前一種光源不適合高靈敏度分析應用，因為前一種的情況下，光譜亮度低，後一種情況下“設施規模”大。同時，多年來光游離已被用於 GC 檢測和離子遷移譜分析的來源，這表明在質譜分析中的應用潛力。
Robb、Covey 和 Bruins  以及 Syage、Evans 和 Hanold 在 2000 年首次發表了用於 LC/MS 的 APPI 的開發。 此後不久，Syagen Technology 將 APPI 商業化，可用於大多數商業 MS 系統，並由 Sciex 用於其 MS 儀器系列。 在開發 APPI 的同時，Syage 和他的同事使用 VUV 源進行低壓光游離 (LPPI) 用於引入 MS 分析儀的減壓。這種光游離方法非常適合作為氣相色譜 (GC) 和 MS 之間的接口。

## 優點
大氣壓光游離法最常用於 LC/MS，儘管大氣壓光游離法最近在環境中得到了廣泛的應用，例如使用離子遷移光譜法檢測用於安全應用的爆炸物和麻醉品化合物。與前代游離源 ESI 和 APCI 相比，大氣壓光游離法可以游離更廣泛的化合物，其優勢向規模的非極性端增加。大氣壓光游離法還對離子抑制和基質效應的敏感性相對較低，這使得大氣壓光游離法在定量檢測複雜基質中的化合物方面非常有效。 大氣壓光游離法還具有其他優點，如比 ESI 更寬的線性範圍和動態範圍，如下圖示例所示。 如右圖所示，APPI 通常也比具有減少背景離子信號的 APCI 更具選擇性。後一個範例還突出了 APPI 與 ESI 的優勢，因為在這種情況下，HPLC 條件適用於非極性正相，使用正己烷溶劑。 ESI 需要極性溶劑，而更多的己烷可能會對使用高電壓的 ESI 和 APCI 造成點燃危險。 APPI 在正相條件下工作良好，因為許多溶劑是可光離子化的並用作摻雜劑離子，這允許特殊應用，例如對映異構體的分離（右圖）。
關於對一系列 HPLC 流速的適用性，已觀察到大氣壓光游離法分析物的信號水平在較高的溶劑流速（高於 200 μl/min）下會飽和甚至衰減，因此，建議大氣壓光游離法的流速比 ESI 和 APCI 低得多，而這被認為是由於溶劑分子密度的增加吸收了光子。 然而，這帶來的好處是大氣壓光游離法可以擴展到非常低的流速（例如，1 μL/min 範圍 ），從而可以有效地用於毛細管 LC 和毛細管電泳。

## 應用
大氣壓光游離法與 LC/MS 的應用通常用於分析低極性化合物，例如石油、 多原子烴、 農藥、 類固醇、 脂質、 和缺乏極性的藥物代謝物官能基。 優秀的評論文章可以在參考文獻中找到。

大氣壓光游離法還有效地應用於環境游離應用，使其具有多種實用配置。 Haapala 等人開發了一種稱為解吸 APPI (DAPPI) 的配置。並且如圖所示。該裝置已應用於分析各種固相濫用藥物、尿液中的藥物代謝物和類固醇、植物材料中的農藥等。 大氣壓光游離法還連接到 DART（實時直接分析）源，並顯示用於非極性化合物（如類固醇和農藥），以將氮氣流量的信號增強多達一個數量級，這對於 DART 來說是首選，因為它更便宜且更易生成，並且可以更高性能的使用氦氣。商業大氣壓光游離法也適用於接受插入式採樣探針，該探針可以將液體或固體樣品輸送到霧化器進行汽化和游離。這種配置類似於基於使用 APCI 的大氣固體分析探頭 (ASAP)，因此被稱為 APPI-ASAP。 APPI-ASAP 與 APCI-ASAP 的優勢與在 LC/MS 中觀察到的相似，即對低極性化合物具有更高的靈敏度，並且對於復雜基質中的樣品而言背景信號更少。  儘管環境電離在過去十年左右經歷了復興，但實際上這種應用已經在安全行業中實踐了幾十年。回想一下我們在機場都經歷過的棉籤檢測。拭子從表面收集凝聚相材料，然後插入熱解吸器和離子發生器組件中，然後流入離子檢測器，在大多數情況下是離子遷移譜儀 (IMS)，但在後來的情況下是 MS 分析儀。左圖給出了用於機場和其他安檢場所的 swab-APPI-IMS 系統的圖片

事實上，專為安全應用中的爆炸物和毒品檢測而設計的 swab-APPI-MS 系統使用採樣棒和拭子（上圖）對所有類型的環境分析都表現出色。 一個特定的演示（未發表）顯示了對多種水果和蔬菜中農藥化合物的檢測具有出色的靈敏度和特異性，顯示出 37 種優先農藥的檢測限，範圍從 0.02 到 3.0 ng，遠低於安全限值。

## 更多資訊
- 化學游離法
- 尖端放電
- 電灑游離法
- 次級電灑游離法
- 大氣壓化學游離法